# Tunica jezik
Tunica jezik (ISO 639-3: tun), izumrli jezik Tunica Indijanaca koji se govorio uz rijeku Yazoo u Mississippiju. Klasificirao se u samostalnu porodicu tonikan kojoj su pripadale i skupine attacapan i chitimachan. 
Prema novijoj klasifikaciji pripada porodici gulf
..
Njime danas više nitko ne govori, a nešto preživjelih potomaka s Indijancima Biloxi živi u Louisiani pod kolektivnim nazivom Tunica-Biloxi Tribe of Louisiana.

## Vanjske poveznice
- Ethnologue (14th)
- Ethnologue (15th)